# Диселенид молибдена
Диселенид молибдена — бинарное неорганическое соединение
молибдена и селена с формулой MoSe2,
тёмно-серые кристаллы,
не растворяется в воде.

## Получение
- Сплавление стехиометрических количеств чистых веществ:

{\displaystyle {\mathsf {Mo+2Se\ {\xrightarrow {1150^{o}C}}\ MoSe_{2}}}}

## Физические свойства
Диселенид молибдена образует тёмно-серые кристаллы
гексагональной сингонии,
пространственная группа P 63/mmc,
параметры ячейки a = 0,3288 нм, c = 1,2900 нм, Z = 2
(по другим данным a = 0,3292 нм, c = 1,9392 нм).
Не растворяется в воде.

## Применение
- Твёрдая смазка.